# 파이 아이언

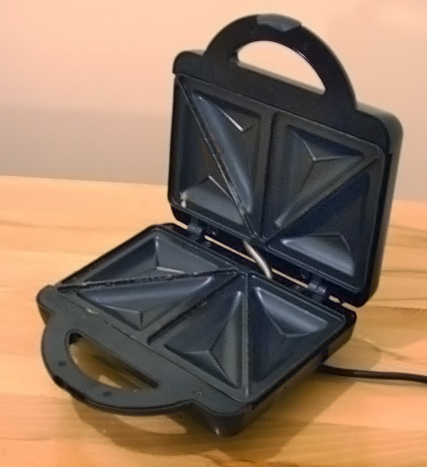

파이 아이언(pie iron)은 긴 손잡이에 두 개의 경첩이 달린 오목형, 원형 또는 사각형, 주철 또는 알루미늄 판으로 구성된 조리 기기이다. "클램셸" 디자인은 와플기와 유사하지만 해당 기기의 벌집 패턴은 없다. 파이 아이언은 샌드위치를 가열하고 토스트하고 밀봉하는 데 사용된다.

## 이름
대부분의 국가에서 가장 일반적인 유형은 전기 가열 조리대 모델이며 이름은 지역에 따라 다르다. 영국에서는 파이 아이언을 "토스티 메이커" 또는 "토스트 샌드위치 메이커"라고 부른다. 호주와 남아프리카에서는 "재플 아이언", "재플 메이커"라고도 불린다.

## 원산지
미국에서 토스트위치(Tostwich)는 1920년 이전으로 거슬러 올라가는 최초의 구운 샌드위치 제조업체일 것으로 추정된다. 그러나 1925년 3월 3일까지 특허를 받지 못했다(1924년 5월 26일에 신청). 이는 팝콘 대량 생산을 위한 옥수수 터뜨리기 기계를 비롯한 다른 발명품을 보유한 찰스 챔피언(Charles Champion)이 발명했다.
오리지널 재플(Jaffle) 브랜드의 재플 아이언은 1949년 호주 본다이의 어니스트 스미더스(Earnest Smithers) 박사가 디자인하고 특허를 받았다.

## 작동
파이 아이언의 현대 버전은 일반적으로 더 세련되지는 않지만 일반적으로 더 가정적이며, 빵 조각 쌍을 충전물 주위에 함께 고정하여 포켓이나 속을 채운 샌드위치를 형성할 수 있도록 세분화되어 있다. 열과 압력의 조합으로 빵의 바깥쪽 가장자리가 밀봉된다.
캠프파이어 버전은 여전히 주철로 만들어지며 석탄, 화염 또는 스토브 위에서 요리할 수 있지만 경량 알루미늄 쿡탑 버전은 일반적으로 청소 보조제와 두려움을 완화하기 위해 들러붙지 않는 표면으로 알루미늄 코팅된다.
장치가 뜨거워지면 샌드위치를 "안팎으로" 조립할 수 있다. 즉, 빵의 버터 바른 면이 금속판에 대해 바깥쪽을 향하고 충전재가 내부에 놓이게 된다. 이렇게 하면 더 바삭한 토스트가 만들어지고 빵이 달라붙는 것을 방지하는 데 도움이 된다. 또는 버터를 바르지 않은 빵을 안에 넣어서 더 쫄깃한 토스트를 만들 수 있다.

## 같이 보기
- 크로크므시외
- 쿠바식 샌드위치
- 파니니 (샌드위치)
- 토스트 샌드위치
- 토스터
- 와플기